# Захват Тобаго
Захват Тобаго (фр. Prise de Tobago) — французская экспедиции в мае 1781 против английского острова Тобаго во время Американской войны за независимость. Флот графа де Грасса 24 мая высадил десант под командованием маркиза де Буйе́ (фр. de Bouillé), который успешно овладел островом 2 июня 1781 года.

## Исторический фон
В марте 1781 Франция послала в Вест-Индию большой флот, состоящий из 20 линейных кораблей, и конвой с 6000 войск под командованием графа де Грасса. Они прибыли к Мартинике 28 апреля, и де Грасс отогнал британскую эскадру сэра Самюэля Худа, который блокировал Форт-Ройял. Худ и британский командующий Подветренной станции, адмирал Джордж Родни соединились 11 мая между островами Сент-Китс и Антигуа, для обсуждения французской угрозы.
Де Грасс встретился с губернатором Мартиники, маркизом де Буйе. Они разработали план захвата контролируемого британцами острова Тобаго. Французские войска должны были разделиться: один конвой в сопровождении небольшого числа боевых кораблей должен направиться к Тобаго, в то время как другие силы делают высадку на острове Сент-Люсия, что является отвлекающим маневром. Эти силы затем должны быть отозваны, и также направлены на Тобаго, где окажут помощь первому отряду.
Силы для атаки Сент-Люсии, во главе с де Буйе в сопровождении де Грасса, покинули Мартинику 8−9 мая, силы, назначенные на Тобаго, во главе с Бланшландом (фр. Blanchelande) и в сопровождении двух линейных кораблей и нескольких фрегатов, под командованием де Риона (фр. de Rions), также вышли 9-го.

## Нападение на Сент-Люсию
Де Буйе силами от 1200 до 1500 человек совершил высадку в Гро-Иле́ (фр. Gros Islet), поселении на северной оконечности острова Сент-Люсия, рано утром 10 мая. Они застали врасплох небольшой британский гарнизон, взяли около 100 пленных и захватили военное имущество. Это заставило генерала Артура Сент-Леже (англ. Arthur St. Leger), вице-губернатора острова, организовать оборону Кастри и укрепить склоны Морн-Фортюнэ, господствующие над портом.
Две ночи спустя, французские войска вернулись на транспорты, и флот в течение нескольких дней выбирался на ветер, после чего 15 мая повернул на Мартинику. Он принял на борт 3000 человек, и 25 мая вышел на Тобаго.
Родни был поставлен в известность о высадке, но вместо того, чтобы идти со всем флотом на Сент-Люсию, он пошел на Барбадос, отделив на помощь острову только несколько небольших кораблей. Он узнал об уходе французов с Сент-Люсии только по пути на Барбадос, куда прибыл 23 мая.

## Вторжение на Тобаго
24 мая отряд генерала Бланшланда прибыл на Тобаго. Под прикрытием огня кораблей Pluto и Experiment, его войска высадились в районе порта Скарборо, быстро опрокинули форты, и заставили войска губернатора Джорджа Фергюсона (англ. George Ferguson) отойти в горы. Его силы, от 300 до 400 регулярных войск и 400-500 ополчения, создали сильные позиции, укрепленные пушками, на внутренней гряде. Бланшланд последовал за ним, но решил дождаться подкрепления, а не атаковать.
Адмирал Родни узнал о нападении на Тобаго 27 мая, находясь на острове Барбадос. 29 мая он отделил контр-адмирала Фрэнсиса Дрейка с шестью линейными кораблями и частью войск, для оказания помощи Фергюсону, но узнал 2 июня, что появился флот де Грасса (20 линейных кораблей) и отогнал Дрейка.
Де Грасс прибыл на Тобаго 30 мая; Дрейк, будучи в значительном меньшинстве, отступил, потеряв только один небольшой корабль. на следующий день Де Грасс высадил войска с обеих сторон острова, и Буйе соединился с Бланшландом перед британской линией обороны. Они решили атаковать на следующий день.
С появлением французских подкреплений, Фергюсон решил покинуть свои позиции, и ночью начал отступать. На следующее утро французы пошли в погоню, увидев что британские линии брошены. Был душный, жаркий день, и обе колонны теряли людей; часть отставших британцев были захвачены в плен. К концу дня Фергюсон увидел, что ситуация безнадежна, и начал переговоры по условиям капитуляции. 2 июня Фергюсон сдался.

## Последствия
Родни узнал о капитуляции Фергюсона 4 июня, и сразу же вышел с Барбадоса. Когда он, наконец, обнаружил флота де Грасса, последний шел к Гренаде с 24 линейными кораблями, против 20 у Родни; Родни решил избегать боя. Он заявил позже, что его остановило соображение, что погнаться за де Грассом означало бы остаться с подветра, обнажив Барбадос для атаки.
Когда Фергюсон вернулся в Лондон, между ним и Родни началась весьма громкая публичная перепалка по поводу неспособности Родни выручить остров.
Де Грасс, после того как Родни отказался от погони, вернулся на Тобаго, посадил на корабли часть войск, и вернулся на Мартинику. Затем в июле он перешел на Кап-Франсуа, где нашел донесение из Северной Америки, которое побудило его идти на север для поддержки операций в Чесапикском заливе, которые завершились ключевым сражением при Чесапике и осадой Йорктауна.
По Парижскому миру 1783 года, положившему конец войне, остров Тобаго остался в руках французов. Он снова был объектом борьбы во время Наполеоновских войн, и окончательно подпал под британский контроль по условиям Парижского договора 1814 года.